# 梅田ガーデン
梅田ガーデン（うめだガーデン）は、大阪市北区曾根崎に位置する超高層ビル。
大阪市立大阪北小学校の跡地に開発された、住友不動産の複合施設施設である。名称が決まるまでは梅田曽根崎計画と呼ばれていた。

## 概要
2007年3月に閉校となった大阪市立大阪北小学校の跡地につき、大阪市は2014年1月に入札予定価格67億円でプロポーザル方式で活用方法を募集し、同年3月14日に145億円で住友不動産に売却を決めた。
2018年7月に工事着工、2022年3月8日に竣工した。
ホテル、分譲マンション、賃貸マンションの複合施設である。分譲マンションは土地の権利が75年間の一般定期借地権となる。また、賃貸マンションは大阪初となる高級賃貸マンションブランド「ラ・トゥール」である。
施設構成
- 1階：店舗、ホテル入口
- 2階：マンション入口、文化・交流施設、大阪市管理施設
- 3階：住宅用駐輪場
- 4～8階：ホテル「ヴィラフォンテーヌ グランド 大阪梅田」（202室）
- 9～39階：分譲マンション「梅田ガーデンレジデンス」（584戸）
- 40～56階：賃貸マンション「ラ・トゥール大阪梅田ガーデン」（134戸）